# Севанагала (підрозділ окружного секретаріату)
Підрозділ окружного секретаріату Севанагала — підрозділ окружного секретаріату округу Монерагала, провінція Ува, Шрі-Ланка. Головне місто - Севанагала. Складається з 14 Грама Ніладхарі.

## Демографія
| Кількість Грама Ніладхарі | Населення (2012) | Площа (км2) | Густота населення (/км2) | Села |
| ------------------------- | ---------------- | ----------- | ------------------------ | ---- |
| 14                        | 4190             | 176         | 238                      | 71   |